# Odontotrypes semirugosus
Odontotrypes semirugosus är en skalbaggsart som beskrevs av Leon Fairmaire 1887. Odontotrypes semirugosus ingår i släktet Odontotrypes och familjen tordyvlar. Inga underarter finns listade i Catalogue of Life.